# Malhação (14.ª temporada)
A décima quarta temporada da série de televisão brasileira Malhação, intitulada Malhação Múltipla Escolha, e popularmente chamada de Malhação 2007, foi produzida pela TV Globo e exibida de 15 de janeiro a 12 de outubro de 2007 em 193 capítulos.
Foi escrita por Izabel de Oliveira, Paula Amaral e Márcio Wilson, com colaboração de Alessandra Poggi, Alessandro Marson, Celso Taddei, Claudio Lisboa, Flávia Bessone, Laura Rissin, Márcio Wilson e Mariana Mesquita, sob direção de Roberto Vaz e Carlo Milani e direção geral de Leonardo Nogueira.
Conta com Thaila Ayala, Fiorella Mattheis, Maria Eduarda Machado, Rômulo Arantes Neto, Gabriel Wainer, Klebber Toledo, Bruno Udovic e Gabriela Gomes nos papéis principais. A canção "Lutar pelo Que É Meu", de Charlie Brown Jr., serve como tema da temporada.
A temporada foi a última a utilizar a técnica cold open, abolida no início da décima quinta temporada e retornando brevemente na 26ª temporada. A temporada, por causa das críticas do público e da baixa audiência, foi encurtada em três meses – originalmente terminaria em 11 de janeiro de 2008.

## Enredo
Estudando o último ano do Ensino Médio, Marcela (Thayla Ayala) sonha ser pediatra, porém seus pais, Arnaldo (José Rubens Chachá) e Alaíde (Soraya Ravenle) – que emergiram da pobreza e se tornaram ricos graças à empreendimentos certeiros – desejam que ela se torne uma renomada advogada e ascenda na alta sociedade. Eles fazem de tudo para a filha namorar o milionário Jaguar (Bruno Uddovic), mas ela acaba se apaixonando por André (Rômulo Neto), um bolsista que se divide entre o trabalho de garçom e mecânico para ajudar a família, fazendo com que o playboy e os pais da garota infernizem a vida do casal.
Marcela é melhor amiga de Cecília (Maria Eduarda Machado) e Vivian (Fiorella Mattheis), que tem perfis completamente opostos. A primeira é tímida e secretamente apaixonada por Mateus (Klebber Toledo), um judoca campeão e próximo de ir para as Olimpíadas, o que desperta o interesse da piriguete Bruna Capetini (Gabriela Gomes), que vê no rapaz a possibilidade de se tornar famosa. Já a segunda é uma órfã ambiciosa e que desvia dinheiro dos avós para pagar um curso de modelo. Dirigindo sem carteira, Vivian provoca um acidente que mata o irmão Leandro (Igor Tripoli), porém ela coloca o rapaz no volante temendo ser presa. No carro ainda estavam Marcela, que bate a cabeça e não se lembra do ocorrido, e Cecília, que é coagida pela amiga a confirmar a falsa história.
Enquanto Marcela luta para viver seu verdadeiro amor e seguir sua vocação, Vivian se torna cada vez mais mau-caráter para encobrir suas mentiras e Cecília descobre o verdadeiro amor com Eduardo (Gabriel Wainer), a quem ajuda a descobrir seu lado bom. Já no Multipla Escolha, o diretor Adriano (Daniel Boaventura) implementa uma academia de judô, onde treinam Sequela (Ricardo Fogliatto) e Roleta (Victor Ferreira), apaixonado por Vivian. Regenerada de suas maldades, Priscila (Monique Alfradique) é obrigada pelos pais a ir morar na república por repetir de ano e acaba vivendo um romance com João (Java Mayan), cheio de humoradas brigas pela personalidade distinta dos dois. Ainda há as gêmeas: Clara (Giselle Batista) é popular e comparsa de Bruna em suas armações, enquanto Clarissa (Michelle Batista) é tímida e insegura, embora seu jeito singular chame a atenção de Siri (Marcos Pitombo), o que faz com que a irmã decida conquistá-lo por puro capricho.

## Elenco
| Intérprete            | Personagem                                               |
| --------------------- | -------------------------------------------------------- |
| Thaila Ayala          | Marcela Pereira da Silva                                 |
| Fiorella Mattheis     | Vivian Pimenta                                           |
| Maria Eduarda Machado | Cecília Junqueira Albuquerque (Ciça)                     |
| Rômulo Arantes Neto   | André Dias                                               |
| Bruno Udovic          | Murilo Jaguar                                            |
| Klebber Toledo        | Mateus Molina                                            |
| Gabriel Wainer        | Eduardo Andrade (Edu)                                    |
| Gabriela Gomes        | Bruna Capettini                                          |
| Giselle Batista       | Clara Viana                                              |
| Michelle Batista      | Clarissa Viana                                           |
| Marcos Pitombo        | Roger Roma (Siri)                                        |
| Monique Alfradique    | Priscila Bittencourt                                     |
| Java Mayan            | João Garcia                                              |
| Bernardo Mendes       | Ivan Cardoso (Bodão)                                     |
| Ícaro Silva           | Rafael Monteiro (Rafa)                                   |
| Karen Junqueira       | Teresa Maia (Tuca)                                       |
| Giovanna Ewbank       | Márcia de Souza (Marcinha)                               |
| Victor Ferreira       | Rogério Rosemberg (Roleta)                               |
| Ricardo Fogliatto     | Marcos Marques (Sequela)                                 |
| Guilherme Fernandes   | Patrick de Leon                                          |
| Gian Bernini          | Wellington Montes (Mulambo)                              |
| Fabricio Santiago     | Cleiton Souza                                            |
| José Rubens Chachá    | Arnaldo Pereira da Silva / Arnaldo Persil (Pereirinha)   |
| Soraya Ravenle        | Alaíde Junqueira Pereira da Silva / Alaíde Persil (Lalá) |
| Bianca Byington       | Talita Junqueira Albuquerque (Tatá)                      |
| Guilherme Fontes      | Fernando Albuquerque (Naninho)                           |
| Norma Blum            | Dionísia Pimenta                                         |
| Antônio Pedro         | Valério Pimenta (Capitão)                                |
| Claudia Ohana         | Profª. Raquel Valença                                    |
| Daniel Boaventura     | Prof. Adriano Lopes                                      |
| Guilherme Winter      | Prof. Thiago Junqueira                                   |
| Larissa Bracher       | Profª. Maria Eduarda (Duba)                              |
| Charles Paraventi     | Prof. Afrânio                                            |
| Otto Jr               | Prof. Peixotão                                           |
| Bia Montez            | Vilma Ribeiro da Silva                                   |
| Cidinha Milan         | Rosa                                                     |
| Karla Nogueira        | Aurélia                                                  |
| Joe Wolfart           | Waldisney                                                |
| João Marcelo          | Andrey                                                   |
| João Vítor Silva      | Claudionor de Oliveira (Goiaba)                          |
| Nando Caetano         | Lucas Gomes (Lukinha)                                    |
| Tamara Ribeiro        | Flora Luiza Junqueira Albuquerque (Florinha)             |

### Participações especiais
| Intérprete          | Personagem                      |
| ------------------- | ------------------------------- |
| Ricardo Tozzi       | Fábio Mancini                   |
| Fernanda de Freitas | Francesca Vidal                 |
| Rômulo Estrela      | Edílson                         |
| Jonatas Faro        | Fernando                        |
| Karina Dohme        | Regininha Chicletinho           |
| Geovanna Tominaga   | Ana Olívia                      |
| Guilherme Weber     | Leôncio Gurgel (Leozinho)       |
| Lucio Mauro         | Delegado Silva                  |
| Elias Gleizer       | Tarcísio Junqueira              |
| Marcos Damigo       | Luciano Rocha                   |
| Elaine Mickely      | Dada                            |
| Cláudio Jaborandy   | Euzébio                         |
| Alexia Dechamps     | Teresa Gurgel                   |
| Sylvia Massari      | Marta Jaguar                    |
| Helena Fernandes    | Scarleth                        |
| Thalita Ribeiro     | Ângela                          |
| Jaime Leibovitch    | Demétrio                        |
| João Camargo        | Macieira                        |
| Jacqueline Laurence | Maria Pia                       |
| Turíbio Ruiz        | Oswaldo                         |
| Marco Antônio Pâmio | Bernard Higgins                 |
| Luciana Fregolente  | Drª. Regina                     |
| Giulio Lopes        | Delegado                        |
| Gustavo Ottoni      | Oficial de justiça              |
| Bruno Giordano      | Francesco                       |
| Marina Rigueira     | Dilene                          |
| Igor Tripoli        | Leandro Pimenta                 |
| Karina Mello        | Cristina Pimenta                |
| Jarbas Toledo       | Investigador Rajão              |
| Juliano Lessa       | Jorginho                        |
| César Perez         | Flavinho                        |
| Andréa Peixoto      | Tânia                           |
| Evelyn Oliveira     | Joana                           |
| Chico Expedito      | Rosalvo                         |
| Raul Franco         | Apresentador de TV              |
| Samir Murad         | Bolacha                         |
| Beto Vandesteen     | Bola                            |
| Giselle Delaia      | Paloma Giovanni                 |
| André Pellegrino    | Conrado                         |
| Remo Trajano        | Júlio Placenta                  |
| André Torres        | Jorginho                        |
| André Falcão        | Bruce                           |
| Rogério Barros      | Lucca                           |
| Alexandre Mandarino | Cadu Caiado                     |
| Eduardo Gil         | Breno                           |
| Luiz Américo        | Caco                            |
| Sophie Charlotte    | Angelina Maciel                 |
| Rafael Almeida      | Gustavo Bergantini              |
| Eliane Costa        | Maria das Montanhas (Montanhas) |
| Zezeh Barbosa       | Conceição Maciel                |
| Lucas de Jesus      | Leonardo Maciel                 |
| Larissa Pereira     | Antonieta Bergantini            |
| Sílvia Salgado      | Daisy Lininirro Bergantini      |
| Zé Carlos Machado   | Joaquim Bergantini              |

## Exibição
Foi exibida na íntegra pelo canal Viva de 26 de setembro de 2018 a 21 de junho de 2019 substituindo a 13.ª temporada e sendo substituída pela 15.ª temporada.

## Trilha sonora

### Malhação - Nacional 2007

#### Lista de faixas
| N.º            | Título                                     | Compositor(es)                                                                      | Artista(s)                                       | Duração |  |
| 1.             | "That's What I Got" (Deeplick Hip Hop Mix) | Marcelo D2 Chali Tuna Nave                                                          | Marcelo D2 com part. de Chali Tuna e Cut Chemist | 3:22    |  |
| 2.             | "Já Foi"                                   | Rogério Flausino Wilson Sideral Marco Túlio Lara PJ Paulinho Fonseca Márcio Buzelin | Jota Quest                                       | 4:23    |  |
| 3.             | "Sempre Igual"                             | Gabriel Marques                                                                     | Moptop                                           | 2:34    |  |
| 4.             | "Bang-Bang (Desculpa de Cafajeste)"        | André Fialho Felipe Gesta Bernardo Miguel Pedro Falcon                              | Dibob                                            | 2:37    |  |
| 5.             | "Indecisão" (ao vivo)                      | Bruno Lima Bruno Neves Pedro Sol Daniel BZ                                          | Seu Cuca                                         | 3:30    |  |
| 6.             | "Lama"                                     | Megh Stock                                                                          | Luxúria                                          | 4:44    |  |
| 7.             | "Mil Acasos"                               | Samuel Rosa Chico Amaral                                                            | Skank                                            | 3:10    |  |
| 8.             | "Ninguém Merece"                           | Lulu Santos                                                                         | Lulu Santos                                      | 3:55    |  |
| 9.             | "Pequeno Grande Amor"                      | Léo Henkin                                                                          | Papas da Língua                                  | 3:32    |  |
| 10.            | "Tatuagem"                                 | Rita Lee André Aquino Lancaster                                                     | Marjorie Estiano                                 | 3:24    |  |
| 11.            | "Deixa o Verão"                            | Rodrigo Amarante                                                                    | Mariana Aydar                                    | 5:46    |  |
| 12.            | "Mundo Jovem"                              | Negra Li Paul Ralphes                                                               | Negra Li                                         | 3:31    |  |
| 13.            | "As Canções que Eu Fiz"                    | Manno Góes                                                                          | Jammil                                           | 3:13    |  |
| 14.            | "Quando Se Quer Alguém"                    | Chris Duk                                                                           | Stereo Moog                                      | 4:08    |  |
| 15.            | "Oitenta"                                  | Heitor Lima Sergio Luz                                                              | Academia Circense                                | 4:28    |  |
| 16.            | "Vaidade"                                  | Ronaldo Cohin                                                                       | Rajar                                            | 4:04    |  |
| Duração total: | Duração total:                             | Duração total:                                                                      | Duração total:                                   | 60:21   |  |

### Malhação - Internacional 2007: 1

#### Lista de faixas
| N.º            | Título                           | Compositor(es)                      | Artista(s)                          | Duração |  |
| 1.             | "In The Colors"                  | Ben Harper & the Innocent Criminals | Ben Harper & the Innocent Criminals | 2:56    |  |
| 2.             | "Take a Chance"                  | Romeo Stodart                       | The Magic Numbers                   | 3:33    |  |
| 3.             | "Hold On"                        | KT Tunstall Ed Case                 | KT Tunstall                         | 2:48    |  |
| 4.             | "Nothing but a Song"             | Tiago Iorc                          | Tiago Iorc                          | 3:01    |  |
| 5.             | "Waiting on the World to Change" | John Mayer                          | John Mayer                          | 3:21    |  |
| 6.             | "Class A"                        | Pete Murray                         | Pete Murray                         | 3:06    |  |
| 7.             | "Ordinary Day"                   | Dolores O'Riordan                   | Dolores O'Riordan                   | 4:02    |  |
| 8.             | "Without You"                    | Guilherme Savoi                     | Silicon Fly                         | 3:07    |  |
| 9.             | "These Arms"                     | Donavon Frankenreiter Matt Grundy   | Donavon Frankenreiter               | 3:01    |  |
| 10.            | "Talk About It"                  | Alvaro Socci Chris Pitman           | Eman                                | 4:01    |  |
| Duração total: | Duração total:                   | Duração total:                      | Duração total:                      | 33:04   |  |

Notas
- No álbum, a faixa número 7, "Class A". de Pete Murray, erroneamente consta como "Classe A".

### Malhação - Internacional 2007: 2

#### Lista de faixas
| N.º            | Título                  | Compositor(es)                                                        | Artista(s)        | Duração |  |
| 1.             | "Who Knew"              | P!nk Max Martin Lukasz Gottwald                                       | P!nk              | 3:27    |  |
| 2.             | "Beautiful Place"       | Benji Madden Joel Madden Don Gilmore                                  | Good Charlotte    | 3:50    |  |
| 3.             | "Light Up the Sky"      | Ryan Key Ryan Mendez Peter Mosely Longineu W. Parsons III Sean Mackin | Yellowcard        | 3:37    |  |
| 4.             | "Little Sister"         | Mariano San Roman                                                     | Mariano San Roman | 3:21    |  |
| 5.             | "Closer"                | Fran Healy                                                            | Travis            | 3:59    |  |
| 6.             | "Butterfly"             | Heath Brandon                                                         | Heath Brandon     | 2:21    |  |
| 7.             | "Graffiti"              | Carlos Silberberg Pablo Silberberg                                    | Inmigrantes       | 3:31    |  |
| 8.             | "It's Not Over"         | Chris Daughtry Ace Young Gregg Wattenberg Mark Wilkerson              | Daughtry          | 3:34    |  |
| 9.             | "Fans"                  | Kings of Leon                                                         | Kings of Leon     | 3:37    |  |
| 10.            | "Losing"                | Zach Ashton                                                           | Zach Ashton       | 4:39    |  |
| 11.            | "Banks of the Deep End" | Warren Haynes Mike Gordon Joseph Linitz                               | Gov't Mule        | 5:57    |  |
| Duração total: | Duração total:          | Duração total:                                                        | Duração total:    | 41:57   |  |

### Malhação - O Melhor Internacional

#### Lista de faixas
| N.º            | Título                          | Compositor(es)                                                             | Artista(s)                             | Duração |  |
| 1.             | "Come Back to Me"               | Antonina Armato Tim James Peter Beckett J.C. Crowley                       | Vanessa Hudgens                        | 2:45    |  |
| 2.             | "Crazy in Love"                 | Beyoncé Rich Harrison Eugene Record Jay-Z                                  | Beyoncé com part. de Jay-Z             | 4:08    |  |
| 3.             | "Shut Up"                       | will.i.am Taboo J. Curtis George Pajon Jr.                                 | Black Eyed Peas                        | 4:56    |  |
| 4.             | "Got What You Need"             | Eve Mel Smalls Swizz Beatz Eric McCaine                                    | Eve com part. de Drag-On e Swizz Beatz | 4:51    |  |
| 5.             | "Mesmerize"                     | Ja Rule Ashanti Chink Santana Irving Lorenzo Thom Bell Linda Creed         | Ja Rule com part. de Ashanti           | 4:38    |  |
| 6.             | "Girlfriend" (Pied Piper Remix) | R. Kelly                                                                   | B2K com part. de R. Kelly              | 2:56    |  |
| 7.             | "Sk8er Boy"                     | Avril Lavigne Lauren Christy Scott Spock Graham Edwards                    | Avril Lavigne                          | 3:23    |  |
| 8.             | "Since U Been Gone"             | Max Martin Dr. Luke                                                        | Limp Bizkit                            | 3:07    |  |
| 9.             | "Behind Blue Eyes"              | Pete Townshend                                                             | Kings of Leon                          | 4:28    |  |
| 10.            | "She Will Be Loved"             | Adam Levine James Valentine                                                | Maroon 5                               | 4:16    |  |
| 11.            | "All the Things She Said"       | Sergio Galoyan Trevor Horn Martin Kierszenbaum Valery Polienko]Elena Kiper | t.A.T.u.                               | 3:32    |  |
| 12.            | "All The Small Things"          | Tom DeLonge Mark Hoppus                                                    | Blink-182                              | 2:46    |  |
| 13.            | "Satisfaction"                  | Benny Benassi                                                              | Benny Benassi                          | 4:46    |  |
| 14.            | "Just a Bit of Chaos"           | S.M.S. Rehb                                                                | S.M.S. com part. de Rehb               | 3:42    |  |
| Duração total: | Duração total:                  | Duração total:                                                             | Duração total:                         | 53:28   |  |